# Bin-Houyé
 Bin-Houyé è una città, sottoprefettura e comune della Costa d'Avorio, situata nel dipartimento di Zouan-Hounien. Conta una popolazione di 28 499 abitanti (censimento 2014).